# MARS
MARS-leverdialyse is een geneeskundige behandeling welke kortdurend wordt toegepast bij patiënten met een ernstig verhoogd bilirubinegehalte ten gevolge van leverinsufficiëntie. MARS is een afkorting voor molecular absorbents recirculation system.

## Toepassing
Voor deze behandeling wordt een speciale 'MARS-module' gebruikt gekoppeld aan een hemodialysemachine. Toegepast wordt het principe van dialyse: het bloed wordt langs een albumineoplossing geleid waaraan bilirubine, galzuren en andere aan albumine gebonden stoffen kunnen hechten. Een dialyseverpleegkundige voert de behandeling uit op een dialyse-afdeling of intensive care